# 生物圈保护区
生物圈保护区（Biosphere Reserves），是联合国教科文组织在其“人与生物圈计划”（MAB）中提出的一项概念，指受到保护的陆地、海岸带或海洋生态系统的代表性区域。截至2011年，该组织已经认定了114个国家的580个地区为生物圈保护区。

生物圈保护区分布图

## 定义
按照联合国教科文组织的解释，生物圈保护区是被创立以用来“展示和推广人与自然界和谐相处”的地区。具体来说，一个生物圈保护区必须具有一块被立法保护的核心地区，周边必须有缓冲区域，缓冲地区之外还须有过渡区域。通过良好的管理，生物圈保护区的生态系统和生物多样性必须得到良好的保护。除了具有保护功能外，生物圈保护区更重要的是要具有促进资源可持续利用的发展功能和开展科学研究、监测、教育、培训、信息交流等后勤支持功能。另外，保护区还必须通过特殊的区域设计来发挥这些功能。

## 申报
若想成为生物圈保护区，某个地区必须在各国政府主管部门推荐下，由本国人与生物圈计划国家委员会提出申请，经人与生物圈国际协调理事会及联合国教科文组织总干事审议后，得到批准确认。全球各个生物圈保护区自动成为世界生物圈保护区网络的成员，以达到国际间的合作与交流、信息和知识共享的目的。 